# Linda Eisenhamerová
Linda Eisenhamerová (* 20. April 1979) ist eine tschechische Maskenbildnerin und Friseurin.

## Leben
Eisenhamerová wurde 1979 in der Tschechoslowakei geboren und arbeitete ab 1998 mit Das Mädchen deiner Träume in der Filmbranche. In den folgenden Jahren war sie Teil einiger großer Produktionen wie Die Chroniken von Narnia: Prinz Kaspian von Narnia, Solomon Kane oder Snowpiercer. Im Jahr 2023 wurde sie für den Oscar in der Kategorie bestes Make-up und beste Frisuren für Im Westen nichts Neues nominiert. Nach eigenen Angaben waren die Dreharbeiten aufgrund schlechten Wetters und den Außendrehs anspruchsvoll.

## Filmografie (Auswahl)
- 1998: Das Mädchen deiner Träume
- 2002: Das Jahr des Teufels
- 2003: Hitler – Aufstieg des Bösen
- 2004: American Princess
- 2005: Oliver Twist
- 2006: The Illusionist
- 2007: La vie en rose
- 2008: Der Rote Baron
- 2008: Die Chroniken von Narnia: Prinz Kaspian von Narnia
- 2009: G.I. Joe – Geheimauftrag Cobra
- 2009: Solomon Kane
- 2010: Henri 4
- 2011: Darkest Hour
- 2012: Die Königin und der Leibarzt
- 2012: Missing (Fernsehserie)
- 2013: Crossing Lines (Fernsehserie)
- 2013: Snowpiercer
- 2014: Die Musketiere (Fernsehserie)
- 2014: Soldat blanc
- 2014: Transporter: Die Serie
- 2016: Tordenskiold & Kold
- 2016: Anthropoid
- 2016: Underworld: Blood Wars
- 2017: 12 Monkeys (Fernsehserie)
- 2018: Der Zürich-Krimi
- 2018: Werk ohne Autor
- 2019: Spider-Man: Far From Home
- 2019: Ottilie von Faber-Castell – Eine mutige Frau
- 2019: Heimgesucht – Unglaubliche Berichte
- 2020: Louis van Beethoven
- 2020: Atlantic Crossing
- 2021: Die Königin des Nordens
- 2021: Army of Thieves
- 2022: Im Westen nichts Neues

## Auszeichnungen (Auswahl)
- 2021: Deutscher-Fernsehpreis-Nominierung in der Kategorie Bestes Maskenbild für Louis van Beethoven
- 2023: Oscar-Nominierung in der Kategorie bestes Make-up und beste Frisuren für Im Westen nicht Neues[2]